# Oasis: Supersonic
Oasis: Supersonic, noto come Supersonic, è un docufilm del 2016 diretto da Mat Whitecross che ripercorre la scalata al successo degli Oasis, in particolare dei fratelli Liam Gallagher e Noel Gallagher, che ne sono anche tra i produttori esecutivi.
La pellicola vede James Gay Rees e Asif Kapadia, premiati con l'Oscar per il film Amy su Amy Winehouse, nelle vesti di produttori ed è stata realizzata in collaborazione con i produttori Fiona Neilson e Simon Halfon.
Whitecross era noto per aver già diretto molti video dei Coldplay e Spike Island (2012), il docufilm sul noto concerto del 1990 degli Stone Roses.

## Trama
Il documentario, che si chiama come il singolo di debutto degli Oasis, racconta la repentina ascesa verso il successo dei fratelli Liam e Noel Gallagher, uniti dall’amore per la musica e dalla voglia di emergere dal grigio quartiere popolare di Burnage, a Manchester. Il film tocca vari momenti: dalla nascita degli Oasis, nel 1991, al lancio del primo album, Definitely Maybe (1994), che propose con forza il gruppo sulla scena musicale internazionale; dal successo travolgente di (What's the Story) Morning Glory? (1995) agli storici concerti di Knebworth Park dell'agosto 1996, passando per gli abusi di droghe e il controverso episodio dell'espulsione di Liam Gallagher da un traghetto per Amsterdam per intemperanze, il 18 febbraio 1994.
Include dietro le quinte, immagini di repertorio, scene e interviste inedite, con accesso senza precedenti agli archivi della band che ha definito il suono di una generazione e segnato per sempre la storia del rock britannico.

## Distribuzione
Il trailer ufficiale del film è stato diffuso il 5 settembre 2016. La pellicola è stata proiettata in anteprima il 14 maggio al Festival di Cannes 2016 nella sezione Proiezioni speciali. A promuovere il film erano presenti Liam Gallagher e il regista Mat Whitecross.
Il 31 ottobre 2016 il documentario è stato lanciato sul mercato in versione DVD e Blu-ray.
Il documentario è stato proiettato per la prima volta nelle sale cinematografiche britanniche il 2 ottobre 2016. A Manchester  la proiezione è stata preceduta da una speciale sessione di Q&A (domande e risposte) con il regista Mat Whitecross, Liam Gallagher (che ha partecipato anche alla prima londinese) e Paul 'Bonehead' Arthurs. La sessione è inclusa nei contenuti extra del DVD.
Nel giugno 2017 il film è stato trasmesso per la prima volta da Sky Cinema con doppiaggio in italiano.

## Premi
Il documentario è stato nominato "Film dell'anno 2016" dalla rivista NME. Nel 2017 ha vinto il premio "Miglior film musicale" agli NME Awards 2017.